# 广义奇异值分解
线性代数中，广义奇异值分解（GSVD）是基于奇异值（SVD）的两种不同算法的统称。其区别在于，一个是分解两个矩阵（类似于高阶或张量SVD），另一种使用施加于单矩阵SVD奇异向量上的约束。

## 版本1：双矩阵分解
广义奇异值分解（GSVD）是对矩阵对的矩阵分解，将奇异值分解推广到两个矩阵的情形。它由Van Loan 于1976年提出，后来由Paige与Saunders完善，也就是本节描述的版本。与SVD相对，GSVD可以同时分解具有相同列数的矩阵对。SVD、GSVD及SVD的其他一些推广被广泛用于研究线性系统在二次半范数方面的条件调节与正则化。下面设{\displaystyle \mathbb {F} =\mathbb {R} }，或{\displaystyle \mathbb {F} =\mathbb {C} }。

### 定义
{\displaystyle A_{1}\in \mathbb {F} ^{m_{1}\times n}}与{\displaystyle A_{2}\in \mathbb {F} ^{m_{2}\times n}}的广义奇异值分解为{\displaystyle {\begin{aligned}A_{1}&=U_{1}\Sigma _{1}[W^{*}D,0_{D}]Q^{*},\\A_{2}&=U_{2}\Sigma _{2}[W^{*}D,0_{D}]Q^{*},\end{aligned}}}，其中
- {\displaystyle U_{1}\in \mathbb {F} ^{m_{1}\times m_{1}}}为酉矩阵；
- {\displaystyle U_{2}\in \mathbb {F} ^{m_{2}\times m_{2}}}为酉矩阵；
- {\displaystyle Q\in \mathbb {F} ^{n\times n}}为酉矩阵；
- {\displaystyle W\in \mathbb {F} ^{k\times k}}为酉矩阵；
- {\displaystyle D\in \mathbb {R} ^{k\times k}}对角线元素为正实数，包含{\displaystyle C={\begin{bmatrix}A_{1}\\A_{2}\end{bmatrix}}}的非零奇异值的降序排列，
- {\displaystyle 0_{D}=0\in \mathbb {R} ^{k\times (n-k)}},
- {\displaystyle \Sigma _{1}=\lceil I_{A},S_{1},0_{A}\rfloor \in \mathbb {R} ^{m_{1}\times k}}是非负实数分块对角阵，其中{\displaystyle S_{1}=\lceil \alpha _{r+1},\dots ,\alpha _{r+s}\rfloor }，其中{\displaystyle 1>\alpha _{r+1}\geq \cdots \geq \alpha _{r+s}>0}, {\displaystyle I_{A}=I_{r}}，且{\displaystyle 0_{A}=0\in \mathbb {R} ^{(m_{1}-r-s)\times (k-r-s)}}；
- {\displaystyle \Sigma _{2}=\lceil 0_{B},S_{2},I_{B}\rfloor \in \mathbb {R} ^{m_{2}\times k}}是非负实数分块对角阵，其中{\displaystyle S_{2}=\lceil \beta _{r+1},\dots ,\beta _{r+s}\rfloor }，其中{\displaystyle 0<\beta _{r+1}\leq \cdots \leq \beta _{r+s}<1}, {\displaystyle I_{B}=I_{k-r-s}}，且{\displaystyle 0_{B}=0\in \mathbb {R} ^{(m_{2}-k+r)\times r}}；
- {\displaystyle \Sigma _{1}^{*}\Sigma _{1}=\lceil \alpha _{1}^{2},\dots ,\alpha _{k}^{2}\rfloor },
- {\displaystyle \Sigma _{2}^{*}\Sigma _{2}=\lceil \beta _{1}^{2},\dots ,\beta _{k}^{2}\rfloor },
- {\displaystyle \Sigma _{1}^{*}\Sigma _{1}+\Sigma _{2}^{*}\Sigma _{2}=I_{k}},
- {\displaystyle k={\textrm {rank}}(C)}.

记{\displaystyle \alpha _{1}=\cdots =\alpha _{r}=1,\ \alpha _{r+s+1}=\cdots =\alpha _{k}=0,\ \beta _{1}=\cdots =\beta _{r}=0,\ \beta _{r+s+1}=\cdots =\beta _{k}=1}。而{\displaystyle \Sigma _{1}}是对角阵，{\displaystyle \Sigma _{2}}不总是对角阵，因为前导矩形零矩阵；相反，{\displaystyle \Sigma _{2}}是“副对角阵”。

### 变体
GSVD有许多变体，与这样一个事实有关：{\displaystyle Q^{*}}总可以左乘{\displaystyle EE^{*}=I<(E\in \mathbb {F} ^{n\times n})}是任意酉矩阵。记
- {\displaystyle X=([W^{*}D,0_{D}]Q^{*})^{*}}
- {\displaystyle X^{*}=[0,R]{\hat {Q}}^{*}}，其中{\displaystyle R\in \mathbb {F} ^{k\times k}}是上三角可逆阵；{\displaystyle {\hat {Q}}\in \mathbb {F} ^{n\times n}}是酉矩阵。QR分解总可以得到这样的矩阵。
- {\displaystyle Y=W^{*}D}，那么{\displaystyle Y}可逆。

下面是GSVD的一些变体：
- MATLAB（gsvd）：{\displaystyle {\begin{aligned}A_{1}&=U_{1}\Sigma _{1}X^{*},\\A_{2}&=U_{2}\Sigma _{2}X^{*}.\end{aligned}}}
- LAPACK（LA_GGSVD）：{\displaystyle {\begin{aligned}A_{1}&=U_{1}\Sigma _{1}[0,R]{\hat {Q}}^{*},\\A_{2}&=U_{2}\Sigma _{2}[0,R]{\hat {Q}}^{*}.\end{aligned}}}
- 简化：{\displaystyle {\begin{aligned}A_{1}&=U_{1}\Sigma _{1}[Y,0_{D}]Q^{*},\\A_{2}&=U_{2}\Sigma _{2}[Y,0_{D}]Q^{*}.\end{aligned}}}

### 广义奇异值
{\displaystyle A_{1}}与{\displaystyle A_{2}}的广义奇异值 是一对{\displaystyle (a,b)\in \mathbb {R} ^{2}}使得
{\displaystyle {\begin{aligned}\lim _{\delta \to 0}\det(b^{2}A_{1}^{*}A_{1}-a^{2}A_{2}^{*}A_{2}+\delta I_{n})/\det(\delta I_{n-k})&=0,\\a^{2}+b^{2}&=1,\\a,b&\geq 0.\end{aligned}}}我们有
- {\displaystyle A_{i}A_{j}^{*}=U_{i}\Sigma _{i}YY^{*}\Sigma _{j}^{*}U_{j}^{*}}
- {\displaystyle A_{i}^{*}A_{j}=Q{\begin{bmatrix}Y^{*}\Sigma _{i}^{*}\Sigma _{j}Y&0\\0&0\end{bmatrix}}Q^{*}=Q_{1}Y^{*}\Sigma _{i}^{*}\Sigma _{j}YQ_{1}^{*}}

根据这些性质，可以证明广义奇异值正是成对的{\displaystyle (\alpha _{i},\beta _{i})}。有{\displaystyle {\begin{aligned}&\det(b^{2}A_{1}^{*}A_{1}-a^{2}A_{2}^{*}A_{2}+\delta I_{n})\\=&\det(b^{2}A_{1}^{*}A_{1}-a^{2}A_{2}^{*}A_{2}+\delta QQ^{*})\\=&\det \left(Q{\begin{bmatrix}Y^{*}(b^{2}\Sigma _{1}^{*}\Sigma _{1}-a^{2}\Sigma _{2}^{*}\Sigma _{2})Y+\delta I_{k}&0\\0&\delta I_{n-k}\end{bmatrix}}Q^{*}\right)\\=&\det(\delta I_{n-k})\det(Y^{*}(b^{2}\Sigma _{1}^{*}\Sigma _{1}-a^{2}\Sigma _{2}^{*}\Sigma _{2})Y+\delta I_{k}).\end{aligned}}}因此
{\displaystyle {\begin{aligned}{}&\lim _{\delta \to 0}\det(b^{2}A_{1}^{*}A_{1}-a^{2}A_{2}^{*}A_{2}+\delta I_{n})/\det(\delta I_{n-k})\\=&\lim _{\delta \to 0}\det(Y^{*}(b^{2}\Sigma _{1}^{*}\Sigma _{1}-a^{2}\Sigma _{2}^{*}\Sigma _{2})Y+\delta I_{k})\\=&\det(Y^{*}(b^{2}\Sigma _{1}^{*}\Sigma _{1}-a^{2}\Sigma _{2}^{*}\Sigma _{2})Y)\\=&|\det(Y)|^{2}\prod _{i=1}^{k}(b^{2}\alpha _{i}^{2}-a^{2}\beta _{i}^{2}).\end{aligned}}}
对某个{\displaystyle i}，当{\displaystyle a=\alpha _{i},\ b=\beta _{i}}时，表达式恰为零。
在中，广义奇异值被认为是求解{\displaystyle \det(b^{2}A_{1}^{*}A_{1}-a^{2}A_{2}^{*}A_{2})=0}的奇异值。然而，这只有当{\displaystyle k=n}时才成立，否则行列式对每对{\displaystyle (a,b)\in \mathbb {R} ^{2}}都将是0；这可通过替换上面的{\displaystyle \delta =0}得到。

### 广义逆
对任意可逆阵{\displaystyle E\in \mathbb {F} ^{n\times n}}，令{\displaystyle E^{+}=E^{-1}}，对任意零矩阵{\displaystyle 0\in \mathbb {F} ^{m\times n}}，令{\displaystyle 0^{+}=0^{*}}，对任意分块对角阵令{\displaystyle \left\lceil E_{1},E_{2}\right\rfloor ^{+}=\left\lceil E_{1}^{+},E_{2}^{+}\right\rfloor }。定义{\displaystyle A_{i}^{+}=Q{\begin{bmatrix}Y^{-1}\\0\end{bmatrix}}\Sigma _{i}^{+}U_{i}^{*}}可以证明这里定义的{\displaystyle A_{i}^{+}}是{\displaystyle A_{i}}的广义逆阵；特别是{\displaystyle A_{i}}的{\displaystyle \{1,2,3\}}逆。由于它一般不满足{\displaystyle (A_{i}^{+}A_{i})^{*}=A_{i}^{+}A_{i}}，所以不是摩尔-彭若斯广义逆；否则可以得出，对任意所选矩阵都有{\displaystyle (AB)^{+}=B^{+}A^{+}}，这只对特定类型的矩阵成立。
设{\displaystyle Q={\begin{bmatrix}Q_{1}&Q_{2}\end{bmatrix}}}，其中{\displaystyle Q_{1}\in \mathbb {F} ^{n\times k},\ Q_{2}\in \mathbb {F} ^{n\times (n-k)}}。这个广义逆具有如下性质：
- {\displaystyle \Sigma _{1}^{+}=\lceil I_{A},S_{1}^{-1},0_{A}^{T}\rfloor }
- {\displaystyle \Sigma _{2}^{+}=\lceil 0_{B}^{T},S_{2}^{-1},I_{B}\rfloor }
- {\displaystyle \Sigma _{1}\Sigma _{1}^{+}=\lceil I,I,0\rfloor }
- {\displaystyle \Sigma _{2}\Sigma _{2}^{+}=\lceil 0,I,I\rfloor }
- {\displaystyle \Sigma _{1}\Sigma _{2}^{+}=\lceil 0,S_{1}S_{2}^{-1},0\rfloor }
- {\displaystyle \Sigma _{1}^{+}\Sigma _{2}=\lceil 0,S_{1}^{-1}S_{2},0\rfloor }
- {\displaystyle A_{i}A_{j}^{+}=U_{i}\Sigma _{i}\Sigma _{j}^{+}U_{j}^{*}}
- {\displaystyle A_{i}^{+}A_{j}=Q{\begin{bmatrix}Y^{-1}\Sigma _{i}^{+}\Sigma _{j}Y&0\\0&0\end{bmatrix}}Q^{*}=Q_{1}Y^{-1}\Sigma _{i}^{+}\Sigma _{j}YQ_{1}^{*}}

### 商SVD
'{\displaystyle A_{1}}与{\displaystyle A_{2}}的'广义奇异比是{\displaystyle \sigma _{i}=\alpha _{i}\beta _{i}^{+}}。由以上性质，{\displaystyle A_{1}A_{2}^{+}=U_{1}\Sigma _{1}\Sigma _{2}^{+}U_{2}^{*}}。注意{\displaystyle \Sigma _{1}\Sigma _{2}^{+}=\lceil 0,S_{1}S_{2}^{-1},0\rfloor }是对角阵，忽略前导零矩阵，按降序包含着奇异比。若{\displaystyle A_{2}}可逆，则{\displaystyle \Sigma _{1}\Sigma _{2}^{+}}没有前导零，广义奇异比就是奇异值，{\displaystyle U_{1}}与{\displaystyle U_{2}}则是{\displaystyle A_{1}A_{2}^{+}=A_{1}A_{2}^{-1}}的奇异向量矩阵。事实上计算{\displaystyle A_{1}A_{2}^{-1}}的SVD是GSVD的动机之一，因为“形成{\displaystyle AB^{-1}}并求SVD，当{\displaystyle B}的方程解条件不佳时，可能产生不必要、较大的数值误差”。因此有时也被称为“商GSVD”，虽然这并不是使用GSVD的唯一原因。若{\displaystyle A_{2}}不可逆，并放宽奇异值降序排列的要求，则{\displaystyle U_{1}\Sigma _{1}\Sigma _{2}^{+}U_{2}^{*}}仍是{\displaystyle A_{1}A_{2}^{+}}的SVD。或者，把前导零移到后面，也可以找到降序SVD：{\displaystyle U_{1}\Sigma _{1}\Sigma _{2}^{+}U_{2}^{*}=(U_{1}P_{1})P_{1}^{*}\Sigma _{1}\Sigma _{2}^{+}P_{2}(P_{2}^{*}U_{2}^{*})}，其中{\displaystyle P_{1}}与{\displaystyle P_{2}}是适当的置换矩阵。由于秩等于非零奇异值的个数，所以{\displaystyle \mathrm {rank} (A_{1}A_{2}^{+})=s}。

### 构造
令
- {\displaystyle C=P\lceil D,0\rfloor Q^{*}}为{\displaystyle C={\begin{bmatrix}A_{1}\\A_{2}\end{bmatrix}}}的SVD，其中{\displaystyle P\in \mathbb {F} ^{(m_{1}+m_{2})\times (m_{1}\times m_{2})}}是酉矩阵，{\displaystyle Q}与{\displaystyle D}如上所述；
- {\displaystyle P=[P_{1},P_{2}]}，其中{\displaystyle P_{1}\in \mathbb {F} ^{(m_{1}+m_{2})\times k}}与{\displaystyle P_{2}\in \mathbb {F} ^{(m_{1}+m_{2})\times (n-k)}}；
- {\displaystyle P_{1}={\begin{bmatrix}P_{11}\\P_{21}\end{bmatrix}}}，其中{\displaystyle P_{11}\in \mathbb {F} ^{m_{1}\times k}}与{\displaystyle P_{21}\in \mathbb {F} ^{m_{2}\times k}}；
- {\displaystyle P_{11}=U_{1}\Sigma _{1}W^{*}}通过{\displaystyle P_{11}}的SVD得到，其中{\displaystyle U_{1}}、{\displaystyle \Sigma _{1}}与{\displaystyle W}如上所述，
- {\displaystyle P_{21}W=U_{2}\Sigma _{2}}经过类似于QR分解的分解，其中{\displaystyle U_{2}}与{\displaystyle \Sigma _{2}}如上所述。

那么，{\displaystyle {\begin{aligned}C&=P\lceil D,0\rfloor Q^{*}\\{}&=[P_{1}D,0]Q^{*}\\{}&={\begin{bmatrix}U_{1}\Sigma _{1}W^{*}D&0\\U_{2}\Sigma _{2}W^{*}D&0\end{bmatrix}}Q^{*}\\{}&={\begin{bmatrix}U_{1}\Sigma _{1}[W^{*}D,0]Q^{*}\\U_{2}\Sigma _{2}[W^{*}D,0]Q^{*}\end{bmatrix}}.\end{aligned}}}还有{\displaystyle {\begin{bmatrix}U_{1}^{*}&0\\0&U_{2}^{*}\end{bmatrix}}P_{1}W={\begin{bmatrix}\Sigma _{1}\\\Sigma _{2}\end{bmatrix}}.}因此{\displaystyle \Sigma _{1}^{*}\Sigma _{1}+\Sigma _{2}^{*}\Sigma _{2}={\begin{bmatrix}\Sigma _{1}\\\Sigma _{2}\end{bmatrix}}^{*}{\begin{bmatrix}\Sigma _{1}\\\Sigma _{2}\end{bmatrix}}=W^{*}P_{1}^{*}{\begin{bmatrix}U_{1}&0\\0&U_{2}\end{bmatrix}}{\begin{bmatrix}U_{1}^{*}&0\\0&U_{2}^{*}\end{bmatrix}}P_{1}W=I.}由于{\displaystyle P_{1}}的列归一正交，{\displaystyle ||P_{1}||_{2}\leq 1}，因此{\displaystyle ||\Sigma _{1}||_{2}=||U_{1}^{*}P_{1}W||_{2}=||P_{1}||_{2}\leq 1.}对每个{\displaystyle x\in \mathbb {R} ^{k}}，有{\displaystyle ||x||_{2}=1}，使得{\displaystyle ||P_{21}x||_{2}^{2}\leq ||P_{11}x||_{2}^{2}+||P_{21}x||_{2}^{2}=||P_{1}x||_{2}^{2}\leq 1.}因此{\displaystyle ||P_{21}||_{2}\leq 1}；{\displaystyle ||\Sigma _{2}||_{2}=||U_{2}^{*}P_{21}W||_{2}=||P_{21}||_{2}\leq 1.}

## 应用

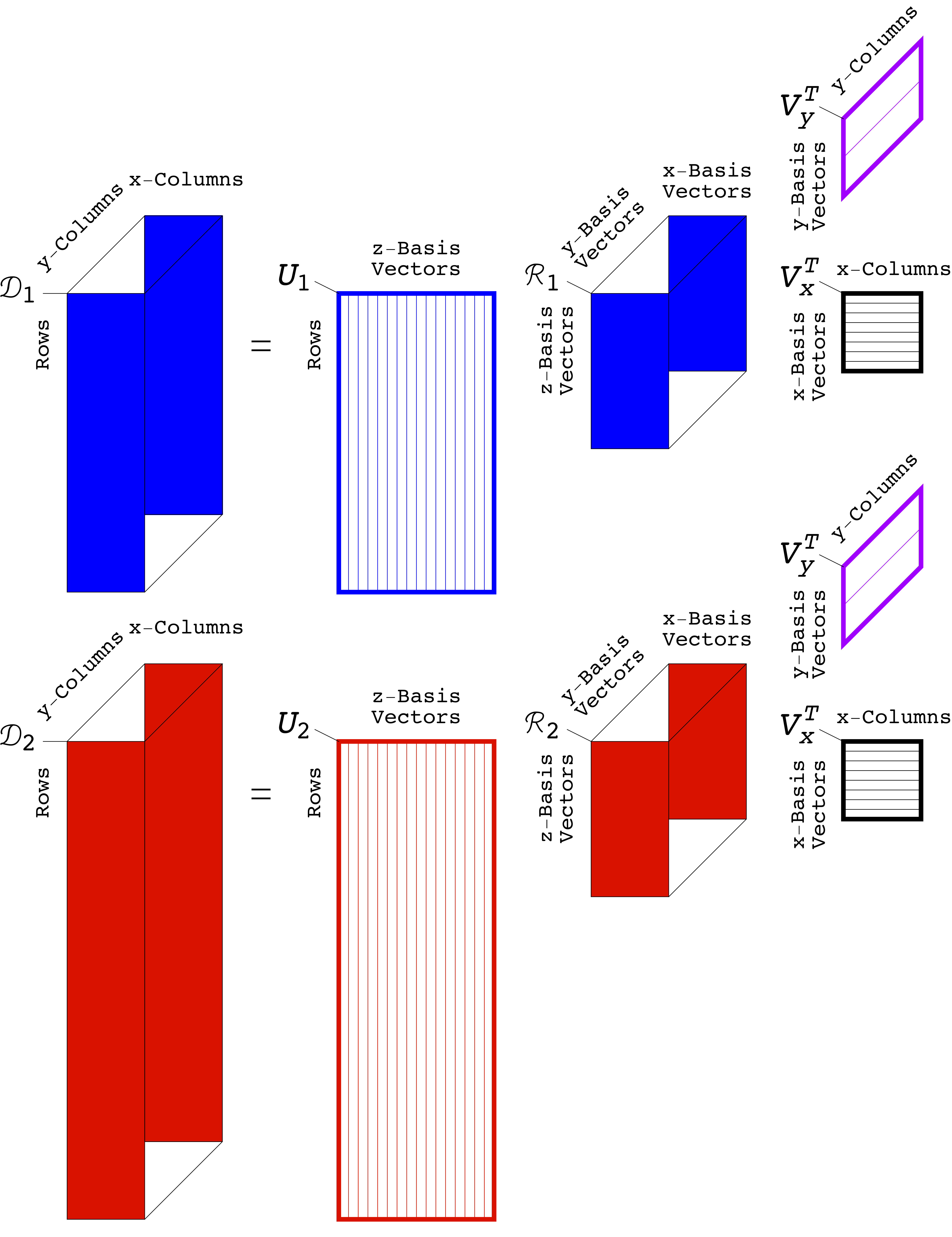
张量GSVD是比较谱分解的一种，是SVD在多张量上的推广，提出动机是同时识别其中的相似与不相似数据，并从任何数量和维度的任意数据类型中得到单一相干模型。

GSVD是一种比较谱分解，已成功应用于信号处理和数据科学，如基因组信号处理。
这些应用启发了其他几种比较谱分解，即高阶GSVD（HO GSVD）与张量GSVD。 
当特征函数以线性模型（即再生核希尔伯特空间）为参数时，它同样适于估计线性运算的谱分解。

## 版本2：加权单矩阵分解
广义奇异值分解（GSVD）的加权情形是一种有约束矩阵分解，约束施加在奇异向量上。这种GSVD是SVD的推广。给定m×n实或复数矩阵M的SVD分解
{\displaystyle M=U\Sigma V^{*}\,}
，其中
{\displaystyle U^{*}W_{u}U=V^{*}W_{v}V=I.}
其中I是单位矩阵；{\displaystyle U}与{\displaystyle V}在约束条件下（{\displaystyle W_{u}}；{\displaystyle W_{v}}）是标准正交矩阵。另外，{\displaystyle W_{u}}、{\displaystyle W_{v}}是正定矩阵（通常是权的对角矩阵）。这种形式的GSVD是某些算法的核心，如广义主成分分析和对应分析。
加权形式的GSVD之所以被称为加权形式，是因为在正确取权时，可以推出许多算法（如多维标度与线性判别分析）。

## 阅读更多
- Golub G, Van Loan C.  Third. Baltimore: Johns Hopkins University Press. 1996. ISBN 0-8018-5414-8.
- LAPACK manual  （页面存档备份，存于）